# Quercus gilliana
Quercus gilliana là một loài thực vật có hoa trong họ Cử. Loài này được Rehder & E.H.Wilson miêu tả khoa học đầu tiên năm 1916.